# 杰尔格勒
杰尔格勒（1917年2月—1982年2月26日），又名金海田，男，蒙古族，辽宁康平人，中华人民共和国政治人物，中国共产党党员。

## 生平
1917年2月，杰尔格勒生在今辽宁省康平县的一个蒙古族农民家庭。自幼放牧牛羊、种地，7岁起在村私塾读书。1930年代末、1940年代初，先后考进沈阳蒙旗师范学校、齐齐哈尔兴安师范学校、扎兰屯师道学校，后又考进满洲国首都新京（今长春市）的建国大学学习。1944年7月，自建国大学毕业，同年12月被分配至满洲国兴安总省西科前旗公署参事室担任职员。
1945年8月抗日战争胜利后，东蒙古民族自治运动以王爷庙（今乌兰浩特）为中心兴起。杰尔格勒参加该运动，并参与组建内蒙古人民革命青年团。1945年10月，与暴彦巴图、官布扎布等人创建内蒙古人民革命青年团西科前旗本部。其间，杰尔格勒到西科前旗农牧区发动群众，收集日伪统治时期散在民间的枪弹，成立了西科前旗各努图克基干队以及旗自卫大队（后来改称旗公安大队），任大队长。1946年2月，东蒙古人民自治政府领导下的西科前旗政府成立，杰尔格勒当选为西科前旗政府旗长。其间还善后处理了“王家窑事件”。
1946年3月，中共嫩江省委常委兼中共白城地委书记张策作为西满军区全权代表抵达王爷庙，开辟中共在东蒙古的工作。3月28日，西满军区驻王爷庙办事处成立，张策为主任。4月5日，在该办事处的基础上成立了中共东蒙古工作委员会，对外仍称西满军区办事处，张策任书记，陆续来到王爷庙的胡昭衡、胡秉权任委员。1946年10月，经张策、宋振鼎的介绍，杰尔格勒、暴彦巴图、官布扎布一道加入中国共产党。承德四三会议以后，中共兴安省工作委员会和兴安省政府同时成立。西科前旗政府改辖于兴安省政府，杰尔格勒继续任西科前旗政府旗长。10月18日，经中共兴安省工委批准，成立中共西科前旗工作委员会，杰尔格勒任委员。其间，杰尔格勒协助宋振鼎领导了主要内容为“减租减息、清算反霸”的西科前旗群众运动。
1947年4月23日到30日，内蒙古人民代表会议在王爷庙举行。5月1日，内蒙古自治政府成立。杰尔格勒作为兴安盟代表参加会议。会议期间，在关于内蒙古党的领导问题的争论中，杰尔格勒支持中国共产党的主张。
1947年7月28日，经过内蒙古共产党工作委员会决定，成立了中共兴安盟中心旗委员会，以统一领导西科前旗、西科后旗、喜扎嘎尔旗、扎赉特旗的工作。杰尔格勒担任中共兴安盟中心旗委员会委员。1948年11月2日，内蒙古共产党工委决定撤销中共兴安盟中心旗委员会，成立内蒙古共产党兴安盟工作委员会，杰尔格勒任候补委员。11月15日，内蒙古自治政府决定成立兴安盟政府（和科右前旗政府合署办公），下辖科右前旗、西科中旗、西科后旗、喜扎嘎尔旗、扎赉特旗。杰尔格勒任兴安盟政府盟长兼科右前旗旗长。其间，率部参加了“索伦平叛”，处理了“满族屯事件”，并进行剿匪，还依内蒙古共产党工委农村土地改革的方针政策，在科右前旗推行土改。土改期间，到乌兰毛都牧区，探索出适合牧区特点的牧区民主改革思路，为内蒙古共产党工委制定出“三不两利”的内蒙古牧区民主改革政策奠定了基础。
自1947年11月至文化大革命前，历任内蒙古自治政府林务总局局长，内蒙古自治区林业部副部长、森林工业管理局局长，中共呼伦贝尔盟委书记处书记、副书记、代理书记，呼伦贝尔盟公署代理盟长、盟长，兼任大兴安岭林业管理局局长。
文化大革命爆发前夕，1966年春夏之交，杰尔格勒领导呼伦贝尔盟牧区的四清运动，任新巴尔虎左旗四清工作团团长。因领导四清运动的上级组织不满呼伦贝尔盟牧区四清工作，责令新巴尔虎左旗四清工作团集中整顿，杰尔格勒作了检查并受到批判揭发。新巴尔虎左旗旗委、旗人民政府的8名主要领导被打成“叛国集团”，杰尔格勒受牵连。工作团集中在中共呼伦贝尔盟委党校整风，批判杰尔格勒及随其在工作团工作的主要干部胡拉乌苏、照那斯图等人。不久文革爆发，杰尔格勒即成为第一批被打倒对象，是呼伦贝尔盟干部中罪名最多、受摧残最重的领导干部。
1968年至1969年，在内蒙古自治区大挖“新内人党”时，早已被打倒的杰尔格勒又被拉出来接受批斗。专案组认定杰尔格勒为“新内人党”党魁，逼他交出所谓“新内人党”的组织关系。杰尔格勒遭受严重摧残，多处骨折，大小便失禁（直到病逝），但他仍坚决否认“新内人党”的存在。当时，他有个老部下是内蒙古西部的原盟委书记也被揪斗，调查组找到杰尔格勒想证实那人是“新内人党”党员，也被杰尔格勒断然否认。
1971年九一三事件后，不少老干部先后获得解放，杰尔格勒也获得释放。当时杰尔格勒手拄拐杖，骨瘦如柴，家中因多次被抄家，生活器具早已荡然无存，子女四散。
1972年2月恢复工作之后，杰尔格勒历任中共呼伦贝尔盟委常委兼大兴安岭林业管理局党委书记、呼伦贝尔盟革命委员会副主任，牙克石林业管理局党委书记、革命委员会主任，中共呼伦贝尔盟委副书记兼革命委员会副主任、主任，中共内蒙古自治区党委副书记、内蒙古自治区人民政府副主席。
1982年2月26日，杰尔格勒病逝，享年65岁。按照其遗愿，经中共内蒙古自治区党委批准，骨灰撒在陈巴尔虎特木呼珠草原上和伊图河林业局的森林中。中共内蒙古自治区党委副书记李文、内蒙古自治区人民政府副主席巴图巴根、中共呼伦贝尔盟委书记布特格其全程参加撒骨灰活动。